# رايموند جي. سانشيز
رايموند جي. سانشيز هو سياسي أمريكي، ولد في 22 سبتمبر 1941 في ألباكركي في الولايات المتحدة. انتخب عضو مجلس نواب نيومكسيكو ‏.